# Mezofil
Mezofil či mezofilní (mezický) organismus je druh, který žije v střední části stupnice určitého ekologického činitele, jímž je například vlhkost, množství živin či v neposlední řadě teplota. Pojmem mezofilní se mohou označovat také stanoviště, která mají střední hodnoty některých ekologických ukazatelů.
Mezofilové žijí v teplotním rozmezí 20 až 40 °C. Za mezofily z hlediska teploty se považují mnohé bakterie a v podstatě všechny lidské patogenní. Ty mívají optimum růstu kolem 37,5 °C (teplota lidského těla).
Kanadský psycholog a sexuolog Michael C. Seto v roce 2016 použil termín mezofilie (mesophilia) pro sexuální orientaci na osoby středního věku, tedy jednu z chronofilií.